# Witruglori
De witruglori (Pseudeos fuscata) is een vogel uit de familie Psittaculidae (papegaaien van de Oude Wereld) en de onderfamilie Loriinae (lori's). Deze soort is endemisch in Nieuw-Guinea.

## Kenmerken
Deze lori is gemiddeld 25 cm lang en weegt 117–192 g. De vogel is zeer variabel van kleur, er zijn overwegend geel gekleurde en oranje gekleurde rassen. Meestal is de vogel dof bruin waarbij de veren op de wangen, nek en de borst gele randen hebben. De snavel is oranje en rondom het oog is de huid ook oranje. De vogel is geel op de kruin en op de buik en hij heeft ook een gele ring om de hals. Bij het andere ras wordt het geel vervangen door oranje, behalve op de kruin, die blijft altijd geel. Kenmerkend is de witte tot bleekgele vlek op de rug en stuit.

## Verspreiding en leefgebied
Er zijn geen ondersoorten. De witruglori komt voor op het hele hoofdeiland van Nieuw-Guinea en op de eilanden Salawati en Japen, tot op 2400 m boven de zeespiegel. Het is een vogel die leeft aan de randen van het regenwoud, secundair bos, agrarisch gebied (koffieplantages) en parken van buitenwijken.
De vogel komt buiten de broedtijd voor in luidruchtige groepen en is daarmee de enige soort lori die grote groepen vormt.

## Status
De witruglori heeft een groot verspreidingsgebied en is niet zeldzaam. Er is geen aanleiding te veronderstellen dat de soort in aantal achteruit gaat. Om deze redenen staat deze lori als niet bedreigd op de Rode Lijst van de IUCN. De handel in deze soort lori is echter beperkt krachtens het CITES-verdrag.

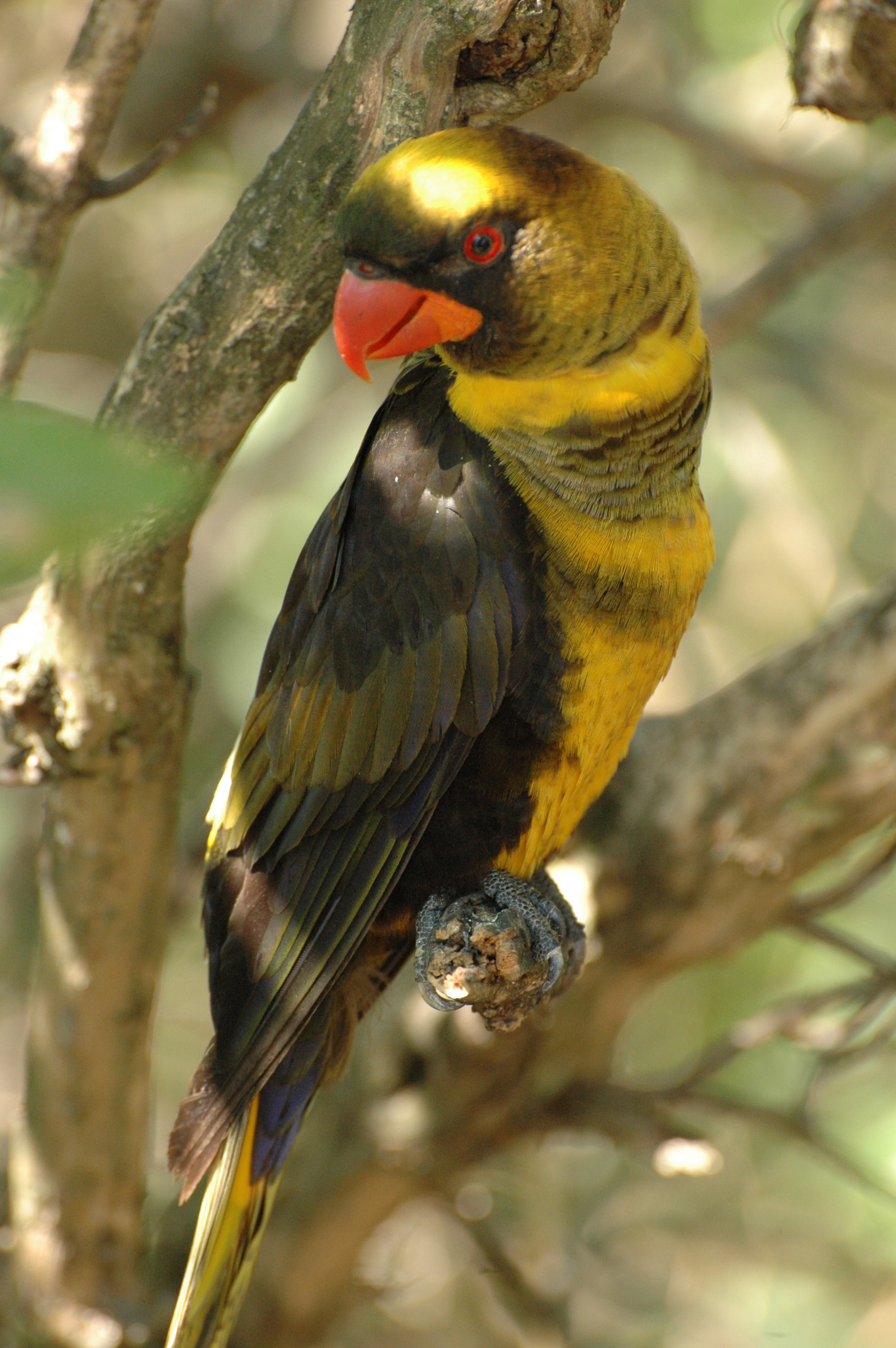
Gele variëteit
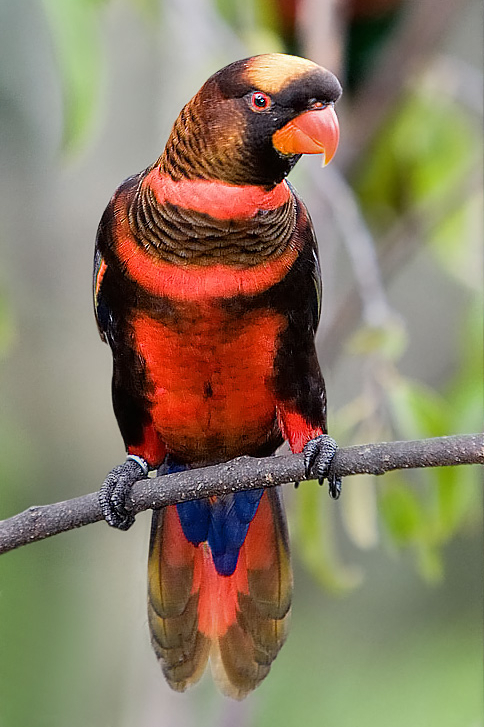
Oranje variëteit
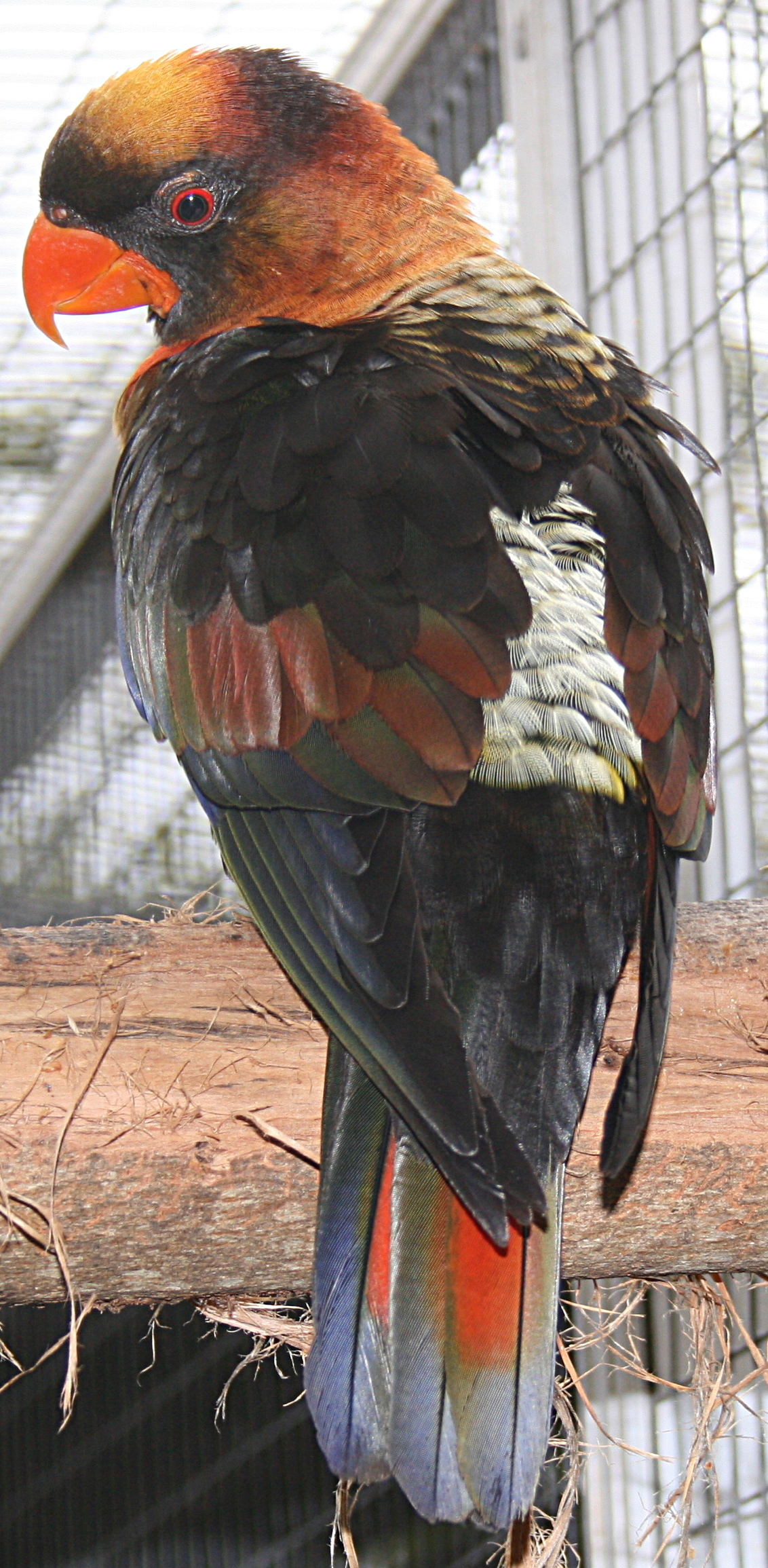
Witruglori (Pseudeos fuscata, oranje variëteit)